# Теодеберт II
Теодеберт II или Теудеберт II (на немски: Theudebert II; * 585; † сл. май 612) е крал на франките през 596 – 612 г. от династията Меровинги с резиденция Метц в Австразия. Той е най-големият син на крал Хилдеберт II и го наследява на трона след неговата смърт през 596 г.

## Живот
През 589 г. Теодеберт е изпратен от баща му като регент на Соасон, а брат му Теодорих II в Шалон. След смъртта на баща им на 26 години през 596 г., те са под регентството на баба им Брунхилда.
През юли 604 г. Теодеберт сгодява дъщеря си за двегодишния Адалоалд, крал на лангобардите.
През 612 г. той е победен от брат си Теодорих при Тул и Цюлпих и влиза с триумф в Кьолн. Теодеберт и синовете му попадат в плен и са убити.

## Фамилия
Теодеберт II е женен два пъти. Първия си брак той сключва през 600 г. с Билихилда, която лично убива през 610 г. Същата година той се жени за Теодехилда. С двете си съпруги той има четири деца:
от Билихилдис:
- дъщеря, спомената 604 г.
- дъщеря, спомената 612 г.
- Емма, женена за Едбалд, крал на Кент
- Хлотар

от Теодехилда:
- Меровех (* 612), още като бебе е разбит на скала от враговете на баща му.